# 黄信生
黄信生（1939年12月—），河北省高碑店市人，中国人民解放军中将。 

## 生平
大专学历，中国共产党党员。1958年12月参加工作。1994年12月任陆军第三十八集团军军长。1995年7月任北京军区参谋长，1997年3月后任南京军区参谋长、副司令员。
1996年，晋升中国人民解放军中将军衔。是第十届全国人民代表大会代表、全国人大法律委员会委员。